# Dennis Hauger
Dennis Hauger (ur. 17 marca 2003 w Oslo) – norweski kierowca wyścigowy. Mistrz Włoskiej Formuły 4 z 2019 roku oraz Mistrzostw Formuły 3 z roku 2021. Członek Red Bull Junior Team.

## Kariera

### Karting
Urodzony w Oslo, ale wychowany w Aurskog, Hauger rozpoczął karierę kartingową w wieku pięciu lat, wygrywając swój pierwszy wyścig w wieku ośmiu lat. W 2014 r. Hauger zdobył tytuł ROK International w kategorii Mini i kontynuował go w następnym roku, zdobywając tytuły kategorii Mini w Vega Winter Trophy, mistrzostwach Włoch w kartingu oraz mistrzostwach WSK Champions Cup i Super Masters. W 2016 roku Hauger został najmłodszym mistrzem w historii, który zdobył tytuł juniora DKM i powtórzył ten wyczyn w następnym roku, aby zostać najmłodszym mistrzem DKM, dopóki Harry Thompson nie zdobył tytułu w 2018 roku.

### Niższe Formuły
W październiku 2017, Hauger i jego kolega z Red Bulla, Jack Doohan, zostali podpisani przez TRS Arden Junior Team, aby wziąć udział w Mistrzostwach Wielkiej Brytanii F4 2018. Zdobywając cztery zwycięstwa, Hauger zakończył sezon na czwartym miejscu w klasyfikacji generalnej. W następnym roku Hauger pozostał na poziomie Formuły 4, ale przeszedł do Van Amersfoort Racing, aby wziąć udział w mistrzostwach ADAC i Włoskiej F4.
W mistrzostwach ADAC Hauger odniósł sześć zwycięstw, w tym jedno w wyścigu wsparcia Formuły 1 na torze Hockenheimring, i zajął drugie miejsce w mistrzostwach po Théo Pourchaire.
W mistrzostwach Włoch Hauger odniósł dwanaście zwycięstw, w tym weekendowy wielki finał sezonu na Monzie, i przypieczętował tytuł. Jego występy pomogły także Van Amersfoort Racing w zdobyciu mistrzostwa zespołowego.

### Formuła 3
W październiku 2019 roku Hauger wziął udział w drugim i trzecim dniu testów posezonowych w Walencji z Grand Prix Hitech. W styczniu 2020 roku Red Bull potwierdził, że Hauger będzie ścigał się z brytyjskim strojem w nadchodzącym sezonie.wraz z innym juniorem Red Bulla Liamem Lawsonem i juniorem Renault Maxem Fewtrellem. Zdobywając swoje dziewicze podium w wyścigu sprinterskim na Hungaroring, zakończył sezon jako siedemnasty.
W teście po sezonie w Catalunya, Hauger dołączył do panującego mistrza zespołu Prema Racing i konsekwentnie prowadził w pierwszej dziesiątce przez oba dni testów z najlepszym miejscem na P3 w obu sesjach popołudniowych. Później tego samego miesiąca włoska ekipa ponownie wystawiła Haugera w drugim teście posezonowym w Jerez.
W grudniu 2020 roku Prema potwierdziła oficjalnie, że Norweg będzie startował w ich zespole w sezonie 2021 u boku Brytyjczyka Ollego Caldwella i Monakijczyka Arthura Leclerca, członka Akademii Kierowców Ferrari. Już podczas pierwszego weekendu wyścigowego w nowych barwach na torze Catalunya, Hauger zdobył pole position, a podczas trzeciego wyścigu na wspomnianym torze odniósł swoje pierwsze zwycięstwo w Formule 3. W kolejnych dwóch rundach, na Circuit Paul Ricard i Red Bull Ringu pięciokrotnie z rzędu stawał na podium, wywożąc z Austrii kolejną wygraną oraz pole position. Do końca sezonu wygrał jeszcze dwa wyścigi i zapewnił sobie mistrzowski tytuł z przewagą 26 punktów nad Jackiem Doohanem.

### Formuła 2
We wrześniu 2021 roku Helmut Marko, szef programu młodych kierowców Red Bulla potwierdził, że Hauger będzie w sezonie 2022 występował w Formule 2.

## Kariera w skrócie
| Sezon | Seria                                  | Zespół                    | Starty | P1 | PP | NO | Podia | Punkty | Pozycja |
| ----- | -------------------------------------- | ------------------------- | ------ | -- | -- | -- | ----- | ------ | ------- |
| 2018  | Brytyjska Formuła 4                    | Arden Motorsport          | 30     | 4  | 5  | 4  | 10    | 329    | 4       |
| 2019  | Niemiecka Formuła 4                    | Van Amersfoort Racing     | 20     | 6  | 5  | 8  | 10    | 251    | 2       |
| 2019  | Włoska Formuła 4                       | Van Amersfoort Racing     | 21     | 12 | 7  | 9  | 16    | 380    | 1       |
| 2019  | Euroformula Open Championship          | Motopark                  | 2      | 0  | 0  | 0  | 0     | 18     | 19      |
| 2020  | Formuła 3                              | Hitech Grand Prix         | 18     | 0  | 0  | 0  | 1     | 14     | 17      |
| 2020  | Porsche Carrera Cup Scandinavia        | Mtech Competition         | 5      | 0  | 1  | 0  | 4     | 0      | NS†     |
| 2020  | Formula Regional European Championship | Van Amersfoort Racing     | 8      | 1  | 1  | 1  | 6     | 134    | 7       |
| 2021  | Formuła 3                              | Prema Racing              | 20     | 4  | 3  | 5  | 9     | 205    | 1       |
| 2022  | Formuła 2                              | Prema Racing              | 28     | 2  | 0  | 3  | 4     | 115    | 10      |
| 2022  | Porsche Carrera Cup Scandinavia        | Porsche Experience Racing | 5      | 0  | 0  | 1  | 1     | 61     | 12      |
| 2023  | Formuła 2                              | MP Motorsport             |        |    |    |    |       |        |         |

* – Sezon w trakcie.
† – Hauger startował gościnnie przez co nie był zaliczany do klasyfikacji.

## Wyniki

### Brytyjska Formuła 4
| Legenda oznaczeń w tabelach wyników Wyświetl szablon na nowej stronie | Legenda oznaczeń w tabelach wyników Wyświetl szablon na nowej stronie                                                                     |
| Oznaczenie                                                            | Wyjaśnienie |
| --------------------------------------------------------------------- | --- |
| Złoty                                                                 | Zwycięzca lub mistrzostwo |
| Srebrny                                                               | 2. miejsce lub wicemistrzostwo |
| Brązowy                                                               | 3. miejsce lub II wicemistrzostwo |
| Zielony                                                               | Ukończył, punktował (w klasyfikacji generalnej, gdy zdobył co najmniej jeden punkt na przestrzeni sezonu, poza trzema powyższymi opcjami) |
| Niebieski                                                             | Ukończył, nie punktował (w klasyfikacji generalnej, gdy nie zdobył co najmniej jednego punktu na przestrzeni sezonu)                      |
| Czerwony                                                              | Nie zakwalifikował się (NZ) |
| Czerwony                                                              | Nie prekwalifikował się (NPK) |
| Różowy                                                                | Nie ukończył (NU) |
| Różowy                                                                | Niesklasyfikowany (NS) (w klasyfikacji generalnej, gdy nie został sklasyfikowany w żadnym wyścigu sezonu)                                 |
| Czarny                                                                | Zdyskwalifikowany (DK) |
| Czarny                                                                | Wykluczony (WYK/EX) |
| Biały                                                                 | Nie wystartował (NW) |
| Biały                                                                 | Kontuzjowany (K/INJ) |
| Biały                                                                 | Wyścig odwołany (OD/C) |
| Bez koloru                                                            | Został wycofany (WYC/WD) |
| Bez koloru                                                            | Nie przybył (NP/DNA) |
| Bez koloru                                                            | Nie brał udziału w treningach (NT/DNP) |
| Bez koloru                                                            | Nie został zgłoszony (–) |
| Pogrubienie                                                           | Start z pole position |
| Kursywa                                                               | Najszybsze okrążenie wyścigu |
| †                                                                     | Nie ukończył, ale jego rezultat został zaliczony ze względu na przejechanie więcej niż 90% dystansu wyścigu.                              |
| *                                                                     | Sezon w trakcie |
| 1/2/3                                                                 | Punktowana pozycja w sprincie kwalifikacyjnym                                                                                             |
| Lista systemów punktacji Formuły 1                                    | |

| Rok  | Zespół           | Wyniki w poszczególnych eliminacjach | Wyniki w poszczególnych eliminacjach | Wyniki w poszczególnych eliminacjach | Wyniki w poszczególnych eliminacjach | Wyniki w poszczególnych eliminacjach | Wyniki w poszczególnych eliminacjach | Wyniki w poszczególnych eliminacjach | Wyniki w poszczególnych eliminacjach | Wyniki w poszczególnych eliminacjach | Wyniki w poszczególnych eliminacjach | Wyniki w poszczególnych eliminacjach | Wyniki w poszczególnych eliminacjach | Wyniki w poszczególnych eliminacjach | Wyniki w poszczególnych eliminacjach | Wyniki w poszczególnych eliminacjach | Wyniki w poszczególnych eliminacjach | Wyniki w poszczególnych eliminacjach | Wyniki w poszczególnych eliminacjach | Wyniki w poszczególnych eliminacjach | Wyniki w poszczególnych eliminacjach | Wyniki w poszczególnych eliminacjach | Wyniki w poszczególnych eliminacjach | Wyniki w poszczególnych eliminacjach | Wyniki w poszczególnych eliminacjach | Wyniki w poszczególnych eliminacjach | Wyniki w poszczególnych eliminacjach | Wyniki w poszczególnych eliminacjach | Wyniki w poszczególnych eliminacjach | Wyniki w poszczególnych eliminacjach | Wyniki w poszczególnych eliminacjach | Punkty | Pozycja |
| ---- | ---------------- | ------------------------------------ | ------------------------------------ | ------------------------------------ | ------------------------------------ | ------------------------------------ | ------------------------------------ | ------------------------------------ | ------------------------------------ | ------------------------------------ | ------------------------------------ | ------------------------------------ | ------------------------------------ | ------------------------------------ | ------------------------------------ | ------------------------------------ | ------------------------------------ | ------------------------------------ | ------------------------------------ | ------------------------------------ | ------------------------------------ | ------------------------------------ | ------------------------------------ | ------------------------------------ | ------------------------------------ | ------------------------------------ | ------------------------------------ | ------------------------------------ | ------------------------------------ | ------------------------------------ | ------------------------------------ | ------ | ------- |
| 2018 | Arden Motorsport | BHI                                  | BHI                                  | BHI                                  | DON                                  | DON                                  | DON                                  | THR                                  | THR                                  | THR                                  | OUL                                  | OUL                                  | OUL                                  | CRO                                  | CRO                                  | CRO                                  | SNE                                  | SNE                                  | SNE                                  | ROC                                  | ROC                                  | ROC                                  | KNO                                  | KNO                                  | KNO                                  | SIL                                  | SIL                                  | SIL                                  | BHGP                                 | BHGP                                 | BHGP                                 | 329    | 4       |
| 2018 | Arden Motorsport | 3                                    | 7                                    | 9                                    | 4                                    | 3                                    | 10                                   | NU                                   | 6                                    | 3                                    | 1                                    | 6                                    | 5                                    | 1                                    | 3                                    | 1                                    | 1                                    | 6                                    | 2                                    | 3                                    | 5                                    | NU                                   | 7                                    | 5                                    | 4                                    | 4                                    | 5                                    | 4                                    | 7                                    | 7                                    | 11                                   | 329    | 4       |

### Włoska Formuła 4
| Rok  | Zespół                | Wyniki w poszczególnych eliminacjach | Wyniki w poszczególnych eliminacjach | Wyniki w poszczególnych eliminacjach | Wyniki w poszczególnych eliminacjach | Wyniki w poszczególnych eliminacjach | Wyniki w poszczególnych eliminacjach | Wyniki w poszczególnych eliminacjach | Wyniki w poszczególnych eliminacjach | Wyniki w poszczególnych eliminacjach | Wyniki w poszczególnych eliminacjach | Wyniki w poszczególnych eliminacjach | Wyniki w poszczególnych eliminacjach | Wyniki w poszczególnych eliminacjach | Wyniki w poszczególnych eliminacjach | Wyniki w poszczególnych eliminacjach | Wyniki w poszczególnych eliminacjach | Wyniki w poszczególnych eliminacjach | Wyniki w poszczególnych eliminacjach | Wyniki w poszczególnych eliminacjach | Wyniki w poszczególnych eliminacjach | Wyniki w poszczególnych eliminacjach | Wyniki w poszczególnych eliminacjach | Punkty | Pozycja |
| ---- | --------------------- | ------------------------------------ | ------------------------------------ | ------------------------------------ | ------------------------------------ | ------------------------------------ | ------------------------------------ | ------------------------------------ | ------------------------------------ | ------------------------------------ | ------------------------------------ | ------------------------------------ | ------------------------------------ | ------------------------------------ | ------------------------------------ | ------------------------------------ | ------------------------------------ | ------------------------------------ | ------------------------------------ | ------------------------------------ | ------------------------------------ | ------------------------------------ | ------------------------------------ | ------ | ------- |
| 2019 | Van Amersfoort Racing | VLL                                  | VLL                                  | VLL                                  | MIS                                  | MIS                                  | MIS                                  | HUN                                  | HUN                                  | HUN                                  | RBR                                  | RBR                                  | RBR                                  | IMO                                  | IMO                                  | IMO                                  | IMO                                  | MUG                                  | MUG                                  | MUG                                  | MNZ                                  | MNZ                                  | MNZ                                  | 369    | 1       |
| 2019 | Van Amersfoort Racing | 21                                   | 10                                   | 11                                   | 2                                    | 1                                    | OD                                   | 1                                    | 1                                    | 2                                    | 5                                    | 1                                    | 2                                    | 1                                    | 3                                    | 1                                    | 1                                    | 11                                   | 1                                    | 1                                    | 1                                    | 1                                    | 1                                    | 369    | 1       |

### Niemiecka Formuła 4
| Rok  | Zespół                | Wyniki w poszczególnych eliminacjach | Wyniki w poszczególnych eliminacjach | Wyniki w poszczególnych eliminacjach | Wyniki w poszczególnych eliminacjach | Wyniki w poszczególnych eliminacjach | Wyniki w poszczególnych eliminacjach | Wyniki w poszczególnych eliminacjach | Wyniki w poszczególnych eliminacjach | Wyniki w poszczególnych eliminacjach | Wyniki w poszczególnych eliminacjach | Wyniki w poszczególnych eliminacjach | Wyniki w poszczególnych eliminacjach | Wyniki w poszczególnych eliminacjach | Wyniki w poszczególnych eliminacjach | Wyniki w poszczególnych eliminacjach | Wyniki w poszczególnych eliminacjach | Wyniki w poszczególnych eliminacjach | Wyniki w poszczególnych eliminacjach | Wyniki w poszczególnych eliminacjach | Wyniki w poszczególnych eliminacjach | Punkty | Pozycja |
| ---- | --------------------- | ------------------------------------ | ------------------------------------ | ------------------------------------ | ------------------------------------ | ------------------------------------ | ------------------------------------ | ------------------------------------ | ------------------------------------ | ------------------------------------ | ------------------------------------ | ------------------------------------ | ------------------------------------ | ------------------------------------ | ------------------------------------ | ------------------------------------ | ------------------------------------ | ------------------------------------ | ------------------------------------ | ------------------------------------ | ------------------------------------ | ------ | ------- |
| 2019 | Van Amersfoort Racing | OSC                                  | OSC                                  | OSC                                  | RBR                                  | RBR                                  | RBR                                  | HOC                                  | HOC                                  | ZAN                                  | ZAN                                  | ZAN                                  | NÜR                                  | NÜR                                  | NÜR                                  | HOC                                  | HOC                                  | HOC                                  | SAC                                  | SAC                                  | SAC                                  | 251    | 2       |
| 2019 | Van Amersfoort Racing | 3                                    | 14                                   | 15                                   | 1                                    | 14                                   | 21                                   | 1                                    | 2                                    | 9                                    | 17                                   | 6                                    | NU                                   | 5                                    | 2                                    | 1                                    | 1                                    | 1                                    | 4                                    | 2                                    | 1                                    | 251    | 2       |

### Formuła 3
| Rok  | Zespół            | Wyniki w poszczególnych eliminacjach | Wyniki w poszczególnych eliminacjach | Wyniki w poszczególnych eliminacjach | Wyniki w poszczególnych eliminacjach | Wyniki w poszczególnych eliminacjach | Wyniki w poszczególnych eliminacjach | Wyniki w poszczególnych eliminacjach | Wyniki w poszczególnych eliminacjach | Wyniki w poszczególnych eliminacjach | Wyniki w poszczególnych eliminacjach | Wyniki w poszczególnych eliminacjach | Wyniki w poszczególnych eliminacjach | Wyniki w poszczególnych eliminacjach | Wyniki w poszczególnych eliminacjach | Wyniki w poszczególnych eliminacjach | Wyniki w poszczególnych eliminacjach | Wyniki w poszczególnych eliminacjach | Wyniki w poszczególnych eliminacjach | Wyniki w poszczególnych eliminacjach | Wyniki w poszczególnych eliminacjach | Wyniki w poszczególnych eliminacjach | Punkty | Pozycja |
| ---- | ----------------- | ------------------------------------ | ------------------------------------ | ------------------------------------ | ------------------------------------ | ------------------------------------ | ------------------------------------ | ------------------------------------ | ------------------------------------ | ------------------------------------ | ------------------------------------ | ------------------------------------ | ------------------------------------ | ------------------------------------ | ------------------------------------ | ------------------------------------ | ------------------------------------ | ------------------------------------ | ------------------------------------ | ------------------------------------ | ------------------------------------ | ------------------------------------ | ------ | ------- |
| 2020 | Hitech Grand Prix | RBR                                  | RBR                                  | RBR                                  | RBR                                  | HUN                                  | HUN                                  | SIL                                  | SIL                                  | SIL                                  | SIL                                  | CAT                                  | CAT                                  | SPA                                  | SPA                                  | MNZ                                  | MNZ                                  | MUG                                  | MUG                                  |                                      |                                      |                                      | 14     | 17      |
| 2020 | Hitech Grand Prix | 15                                   | 22                                   | 18                                   | 12                                   | 8                                    | 3                                    | 16                                   | 17                                   | NU                                   | 20                                   | 18                                   | 26                                   | 15                                   | 19                                   | 12                                   | 15                                   | 14                                   | 12                                   |                                      |                                      |                                      | 14     | 17      |
| 2021 | Prema Racing      | CAT                                  | CAT                                  | CAT                                  | LEC                                  | LEC                                  | LEC                                  | RBR                                  | RBR                                  | RBR                                  | HUN                                  | HUN                                  | HUN                                  | SPA                                  | SPA                                  | SPA                                  | ZAN                                  | ZAN                                  | ZAN                                  | SOC                                  | SOC                                  | SOC                                  | 205    | 1       |
| 2021 | Prema Racing      | 8                                    | 25                                   | 1                                    | 9                                    | 2                                    | 2                                    | 1                                    | 3                                    | 2                                    | 5                                    | 5                                    | 1                                    | 14                                   | 9                                    | 8                                    | 7                                    | 27†                                  | 1                                    | 2                                    | OD                                   | 24                                   | 205    | 1       |

### Formuła 2
| Rok  | Zespół       | Wyniki w poszczególnych eliminacjach | Wyniki w poszczególnych eliminacjach | Wyniki w poszczególnych eliminacjach | Wyniki w poszczególnych eliminacjach | Wyniki w poszczególnych eliminacjach | Wyniki w poszczególnych eliminacjach | Wyniki w poszczególnych eliminacjach | Wyniki w poszczególnych eliminacjach | Wyniki w poszczególnych eliminacjach | Wyniki w poszczególnych eliminacjach | Wyniki w poszczególnych eliminacjach | Wyniki w poszczególnych eliminacjach | Wyniki w poszczególnych eliminacjach | Wyniki w poszczególnych eliminacjach | Wyniki w poszczególnych eliminacjach | Wyniki w poszczególnych eliminacjach | Wyniki w poszczególnych eliminacjach | Wyniki w poszczególnych eliminacjach | Wyniki w poszczególnych eliminacjach | Wyniki w poszczególnych eliminacjach | Wyniki w poszczególnych eliminacjach | Wyniki w poszczególnych eliminacjach | Wyniki w poszczególnych eliminacjach | Wyniki w poszczególnych eliminacjach | Wyniki w poszczególnych eliminacjach | Wyniki w poszczególnych eliminacjach | Wyniki w poszczególnych eliminacjach | Wyniki w poszczególnych eliminacjach | Punkty | Pozycja |
| ---- | ------------ | ------------------------------------ | ------------------------------------ | ------------------------------------ | ------------------------------------ | ------------------------------------ | ------------------------------------ | ------------------------------------ | ------------------------------------ | ------------------------------------ | ------------------------------------ | ------------------------------------ | ------------------------------------ | ------------------------------------ | ------------------------------------ | ------------------------------------ | ------------------------------------ | ------------------------------------ | ------------------------------------ | ------------------------------------ | ------------------------------------ | ------------------------------------ | ------------------------------------ | ------------------------------------ | ------------------------------------ | ------------------------------------ | ------------------------------------ | ------------------------------------ | ------------------------------------ | ------ | ------- |
| 2022 | Prema Racing | BHR                                  | BHR                                  | JED                                  | JED                                  | IMO                                  | IMO                                  | CAT                                  | CAT                                  | MON                                  | MON                                  | BAK                                  | BAK                                  | SIL                                  | SIL                                  | RBR                                  | RBR                                  | LEC                                  | LEC                                  | HUN                                  | HUN                                  | SPA                                  | SPA                                  | ZAN                                  | ZAN                                  | MNZ                                  | MNZ                                  | YAS                                  | YAS                                  | 98*    | 11*     |
| 2022 | Prema Racing | 9                                    | 19†                                  | 16                                   | 6                                    | 3                                    | NU                                   | 12                                   | 13                                   | 1                                    | 7                                    | NU                                   | 1                                    | 15                                   | NU                                   | 9                                    | 4                                    | 12                                   | 16                                   | NU                                   | 19                                   | 10                                   | 12                                   | 3                                    | 4                                    | 9                                    | 4                                    |                                      |                                      | 98*    | 11*     |